# Visdief
De visdief (Sterna hirundo) is een vogel uit de familie van de meeuwen (Laridae). De wetenschappelijke naam van de soort werd in 1758 gepubliceerd door Carl Linnaeus.

## Veldkenmerken
De visdief bereikt een lichaamslengte tot ongeveer 35 centimeter. Het is een slanke vogel met een zwarte kopkap en een diep gevorkte staart. De snavel is oranjerood met een zwarte punt; de poten zijn rood. De bovenvleugels en de rug zijn egaal grijs. De buitenste 4–6 handpennen zijn donkerder dan de rest van de bovenvleugel, en vormen een donkere ruit. Punten aan de onderzijde van de handpennen zijn donkergrijs, en vormen een enigszins slordige rand. De juveniel heeft een donkere kopkap, donkerrode snavel, bruingrijze gebandeerde bovendelen en een donkergrijze streep over de voorvleugel, gevormd door kleine dekveren.
De soort lijkt sterk op de noordse stern, maar kan daarvan worden onderscheiden doordat bij die laatste soort de bovenzijde van de handpennen geen donkere ruit vormt, en de onderzijde van de armvleugel geen rafelige donkere rand vertoont maar juist een scherp afgetekende. Bovendien zijn de hand- en armpennen van de noordse stern meer doorschijnend, en heeft de snavel geen donkere punt.

## Leefwijze
De visdief is een bedreven duiker. Ze jagen vooral op kleine vissen en kreeften. Ook weekdieren, insecten en larven staan op het menu.

## Voortplanting
De visdief broedt van mei tot augustus aan kusten en dunbegroeide rots- en zandeilanden. In het binnenland worden extra nestvlotten beschikbaar gesteld omdat anders alleen in uitzonderlijke gevallen ongestoorde plaatsen te vinden zijn. Het mannetje maakt het vrouwtje het hof in een baltsdans met een vis in zijn snavel. Het vrouwtje legt één tot vier geelbruine tot donkerbruine eieren van gemiddeld 41 x 30 mm, met grijze ondervlekken en donkerbruine vlekken. Het nest is een holte in de grond, bekleed met stengels. Beide ouders bebroeden de eieren ongeveer 20 tot 23 dagen totdat de kuikens uitkomen. Ze verdedigen hun jongen door te duiken. Ze storten zich daarbij ook op naderende mensen. De juvenielen vliegen na drie tot vier weken uit. Visdiefjes hebben soms twee legsels in een seizoen.

## Verspreiding en leefgebied
Er worden vier ondersoorten onderscheiden:
- S. h. hirundo: van Noord-Amerika tot noordelijk Zuid-Amerika, noordelijk en westelijk Afrika, van Europa tot noordwestelijk Siberië en westelijk China
- S. h. tibetana: van de westelijke Himalaya tot westelijk Mongolië en Tibet
- S. h. minussensis: van centraal Siberië tot noordelijk Mongolië
- S. h. longipennis: van noordoostelijk Siberië tot noordoostelijk China

Het verspreidingsgebied van de visdief strekt zich uit van Noordwest-Europa tot aan de Beringzee in Oost-Siberië. In Noord-Amerika komt de visdief voor van Canada tot het Caribisch gebied. Geïsoleerde broedpopulaties komen ook voor in noordwest en noordelijk Afrika, zuidelijk Afrika, Australië en zuidelijk Zuid-Amerika. De visdief is een trekvogel over lange afstanden, die overwintert in de tropen en het gematigde zuidelijk halfrond. De broedvogels van het Palearctisch gebied overwinteren voornamelijk aan de westkust van Afrika en zijn relatief zeldzaam aan de Oost-Afrikaanse kust.

### Voorkomen
Net als bij de noordse stern zijn grote populatiefluctuaties typerend voor de visdief. In wezen was er echter rond het jaar 1910 een achteruitgang in Centraal-Europa. Sindsdien heeft de soort zich in zowel Centraal- als West-Europa sterk hersteld, hoewel er in de periode tussen 1950 en 1970 opnieuw een significante achteruitgang was door watervervuiling en het gebruik van pesticiden. Aan het begin van de 21e eeuw zijn er, met uitzondering van Polen, vrijwel stabiele of toenemende populaties. Het Centraal-Europese verspreidingszwaartepunt is Nederland, met 18.000 tot 19.500 broedparen. In totaal wordt de Midden-Europese broedpopulatie aan het begin van de 21e eeuw geschat op 35.000 tot 39.000 broedparen. De totale Europese populatie is 270.000 tot 570.000 broedparen. Europese landen met meer dan 20.000 broedparen zijn Finland, Zweden, Wit-Rusland, Oekraïne en het Europese deel van Rusland. Wereldwijd is de totale populatie in 2015 geschat op 1,6-3,6 miljoen vogels.
De visdief wordt beschouwd als een van de soorten die in het bijzonder zal worden getroffen door klimaatverandering. Een onderzoeksteam in opdracht van de British Environment Agency en de Royal Society for the Protection of Birds om de toekomstige verspreiding van Europese broedvogels te bestuderen op basis van klimaatmodellen gaat ervan uit dat tegen het einde van de 21e eeuw het verspreidingsgebied van de visdief zal krimpen en aanzienlijk zal uitbreiden naar het noorden. Met name in Oost-Europa zal het verspreidingsgebied aanzienlijk meer versnipperd zijn. Volgens deze prognoses zijn er onder andere op IJsland en in delen van Nova Zembla potentiële nieuwe broedgebieden voor deze soort te vinden, maar deze kunnen het areaalverlies, met name in Oost-Europa, niet compenseren.

## Status in Nederland en België
Aan het begin van de 20ste eeuw werden sterns geschoten omdat een modegril de dames voorschreef om veertjes van deze vogel op hun hoedjes te dragen. In het jaarverslag van Vogelbescherming in 1907 stond: "En voor zulk een dwaze modegril moeten duizenden fraaie vogels worden vermoord. Is ’t niet gruwelijk? Wie onzer dames neemt het initiatief om aan dien vogelmoord een eind te maken?"
In de jaren 1930 leidde dit tot de totstandkoming van een Vogelwet. De aantallen broedvogels namen toen weer toe tot 45.000. Tijdens de Tweede Wereldoorlog werden ze weer zwaar bejaagd en hun eieren geraapt. Er volgde een herstel tot in de jaren 1950. Als gevolg van watervervuiling en giftige pesticiden bereikte de populatie halverwege de jaren 1960 een dieptepunt met 5000 broedparen. Daarna ging het weer geleidelijk beter tot in de jaren 1990.
Volgens SOVON schommelt het aantal broedparen in de periode 1990–2007, zonder dat hierin een duidelijke positieve of negatieve trend te ontwaren is. Rond 2007 broedden er nog ongeveer 19.000 paar in Nederland. In 2020 was dit aantal gedaald naar 13.000-14.000 broedparen.
De soort is in 2004 als kwetsbaar op de Nederlandse Rode Lijst gezet. De soort staat ook als kwetsbaar op de Vlaamse Rode Lijst. De visdief staat als niet bedreigd op de internationale Rode Lijst van de IUCN, maar valt wel onder het AEWA-verdrag.
In België is het Sterneneiland een belangrijke biotoop.

## Afbeeldingen

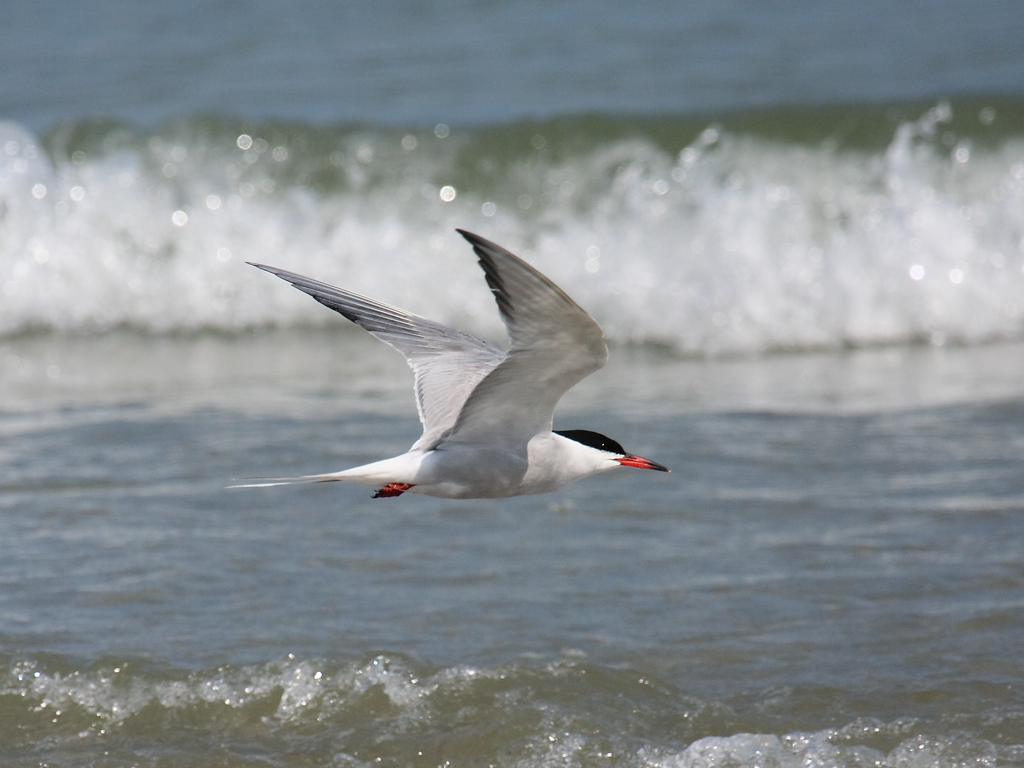
Visdief in vlucht
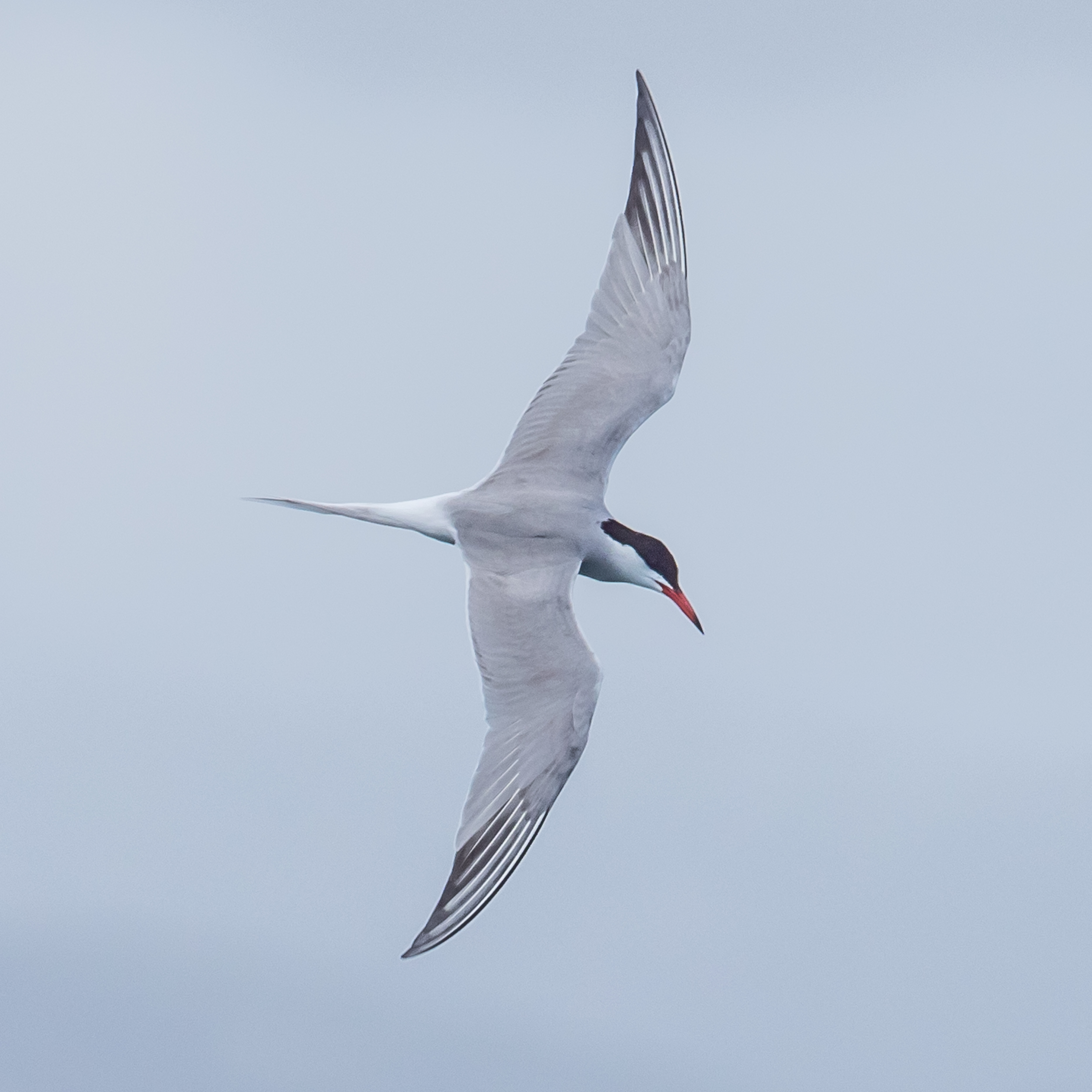
Visdief in vlucht; let op de donkere eerste handpennen
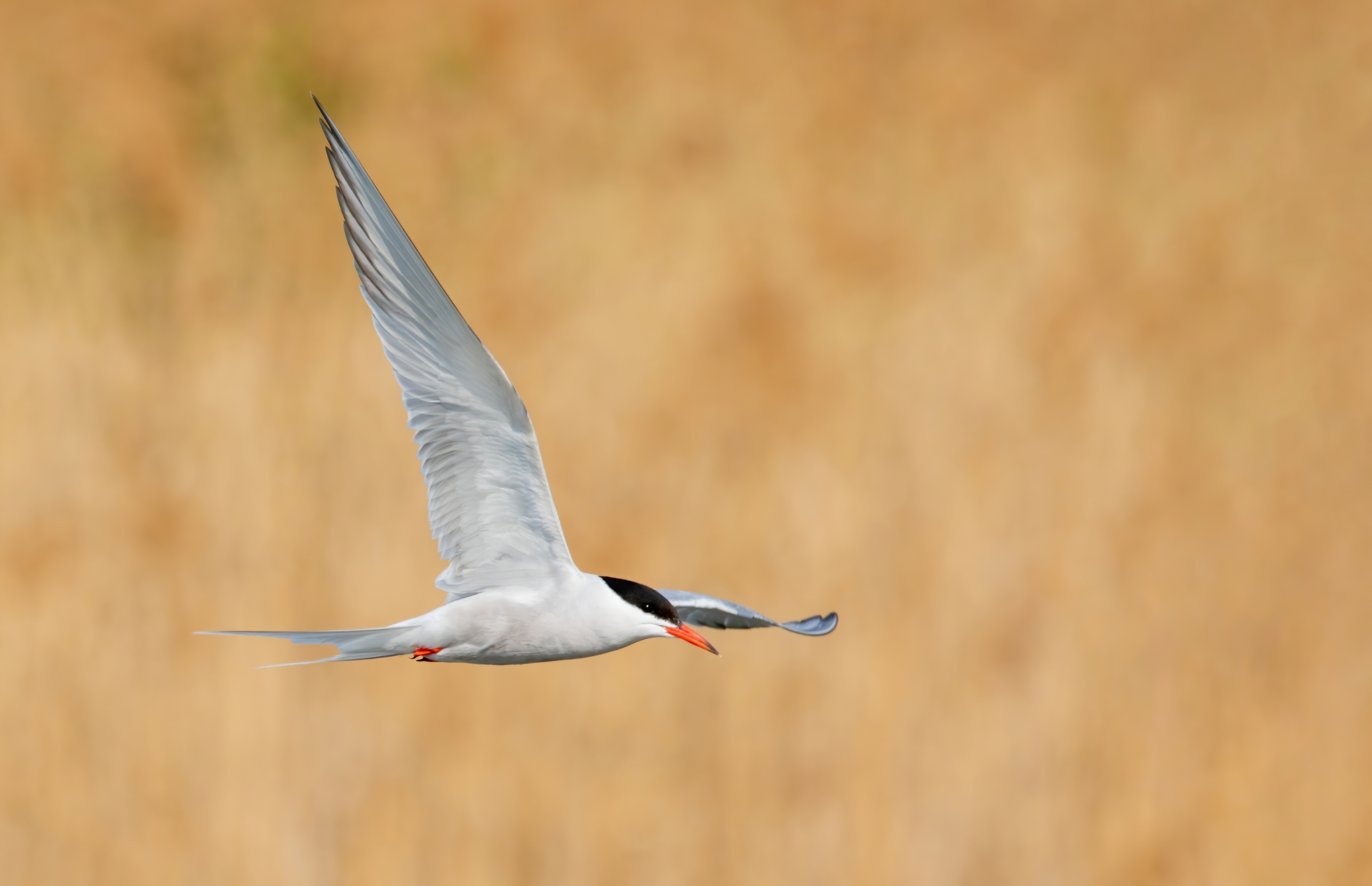
De onderzijde van de handvleugel heeft een rafelige donkere rand

## Video
- Video van broedende visdieven, eieren en jongen